# Cracker (biscuit)
Pour les articles homonymes, voir Cracker et Craquelin.

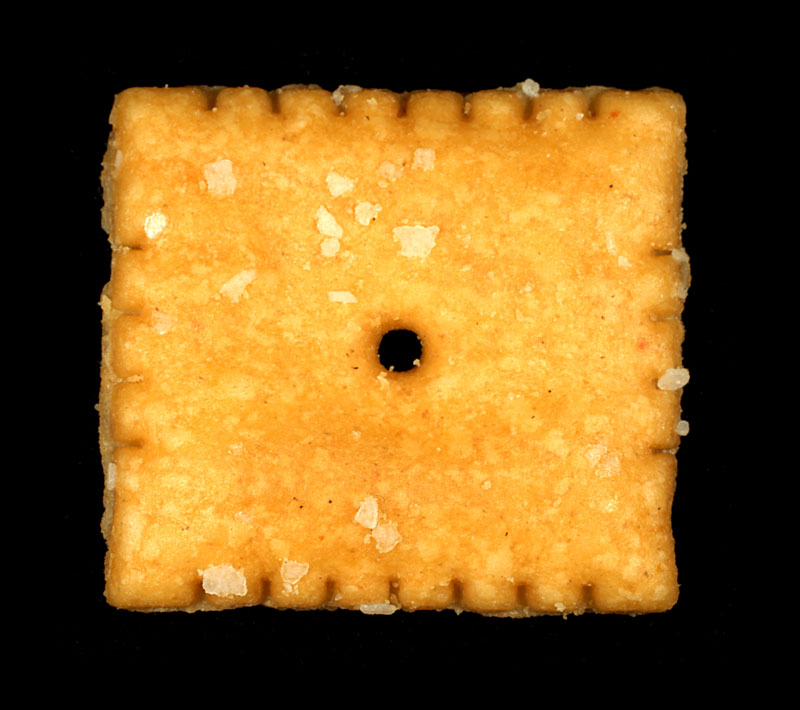
Un cracker Cheezit

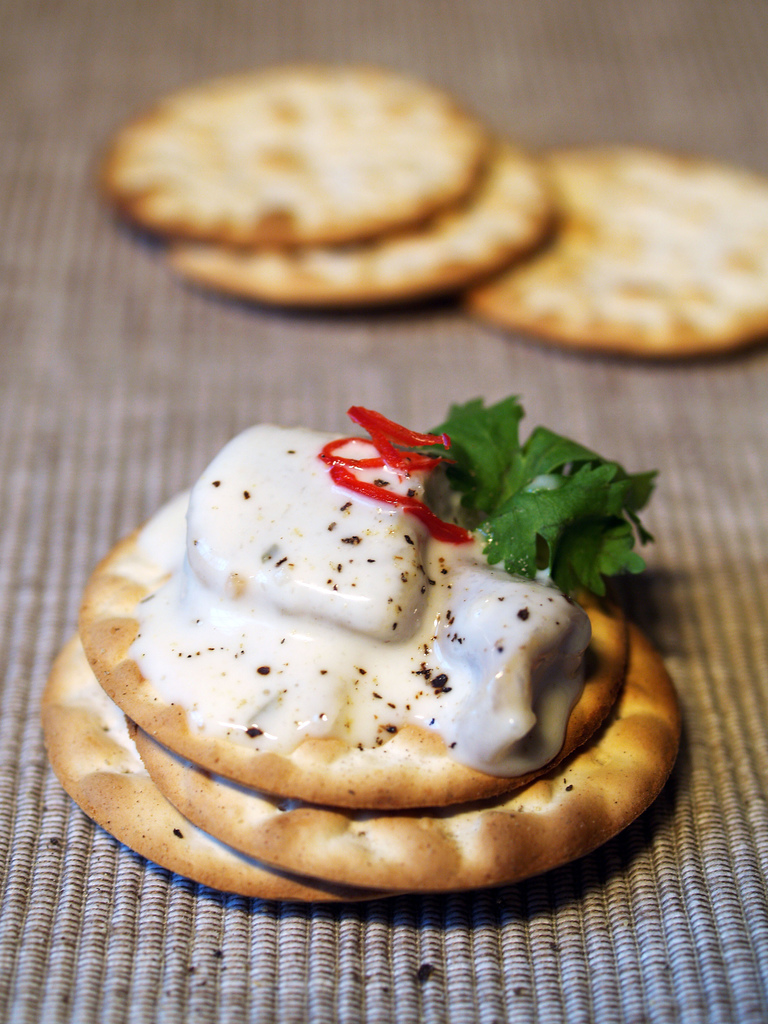
Crackers préparés en canapés avec du hareng et de la sauce à l'ail

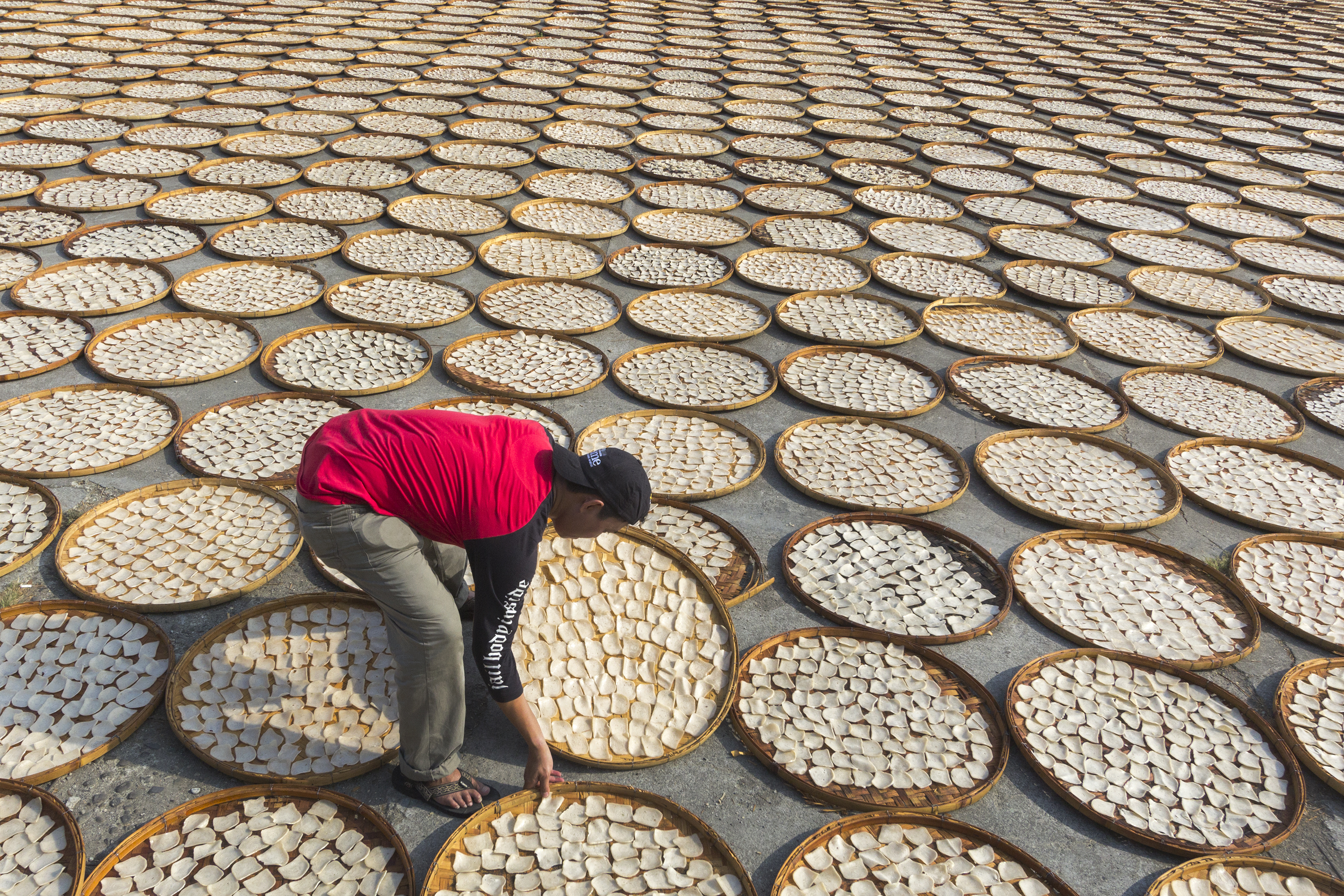
Un ouvrier fait sécher des préparations de crackers de poisson dans un grand champ exposé au Soleil pour une fabrique à Indramayu, Indonésie. Ils seront propres à la consommation une fois secs. Octobre 2018.

Un cracker (en Europe), ou craquelin (au Canada francophone), est un petit biscuit sec, salé et croustillant.
La biscuiterie Belin s'est approprié le terme via l'appellation Crackers Belin par le dépôt de la marque commerciale, en adaptant en France ce type de biscuit utilisé dans ce cas pour l'apéritif. Le mot cracker reste toutefois un nom commun utilisable librement.[réf. nécessaire]